# Mindanao
Mindanao is het op een na grootste eiland van de Filipijnen en tevens de naam van de zuidelijkste eilandengroep van het land. Het eiland is rijk aan mineralen (oa. nikkel, ijzer en goud) maar tot dusver vormt landbouw de belangrijkste inkomstenbron. Een groot deel van de landbouwgrond is in handen van machtige multinationals zoals Del Monte, Dole en Guthrie. Deze landbouwgrond wordt gebruikt voor het telen van ananas, bananen, rijst, koffiebonen, rubber, tomaten, bloemen en cassave. Vooral ananas en bananen worden in grote hoeveelheden geteeld. Dit zijn dan ook belangrijke exportproducten voor de agrarische sector. De Filipijnen beschikken over 12 miljoen hectare landbouwgrond, waarvan de helft op Mindanao.

## Topografie en landschap
Het eiland Mindanao ligt in het zuiden van de Filipijnen. Op Luzon na is het eiland het grootste van het land met 94.630 km². Het landschap van Mindanao is over het algemeen bergachtig. Ook Mount Apo, met 2954 meter de hoogste berg van het land, ligt op Mindanao. Aan de westkant van Mindanao is de Suluzee, aan de oostkant de Filipijnenzee en in het zuiden de Celebeszee. De grootste stad op het eiland is Davao City.
Naast het hoofdeiland Mindanao omvat de eilandengroep nog een aantal andere eilanden, zoals de Sulu-eilanden, Camiguin, Dinagat, Siargao-eilanden], Sarangani-eilanden en Samal.
Voor de oost- en zuidoostkust stroomt de Mindanaostroom.

## Geschiedenis
Al honderden jaren lang wordt op Mindanao een bittere onafhankelijkheidsoorlog gevoerd door diverse islamitische groeperingen. Eerst tegen de Spanjaarden en de Amerikanen en daarna tegen de Filipijnse regering. Reeds vanaf de periode van het Amerikaanse bewind is er sprake van een bevolkingstrek vanuit de Visayas naar het nog relatief weinig ontsloten Mindanao. Het gevolg van dit van regeringswege gestimuleerde verschijnsel is dat thans de moslims nog slechts 20% van de eilandbevolking vormen waar ze in het verleden nog de meerderheid waren. In de meeste provincies vormen de christelijke migranten en hun nazaten nu de meerderheid. Deze sociale problemen zijn er de oorzaak van dat er op Mindanao al vele jaren lang sprake is van onderlinge strijd en verzet. Een en ander heeft ook consequenties met betrekking tot de economische en toeristische mogelijkheden. Grote delen van Mindanao worden door toeristen gemeden vanwege de kans op onveilige situaties. De kans op guerrilla-activiteiten is het grootst in de zuidwestelijke delen van het eiland en de Sulu-archipel.
De eilandengroep Mindanao is de thuisbasis van groeperingen zoals het Moro Islamic Liberation Front (MILF) en het nog radicalere Abu Sayyaf, die een permanente oorlog voeren met als doel een onafhankelijke islamitische staat in het zuiden van de Filipijnen. Op 29 maart 1969 begon de Moro-opstand in de Filipijnen.
In 1996 bereikten het Moro National Liberation Front (MNLF) en de regering een compromis, waardoor er autonomie is voor gebieden met een moslimmeerderheid: Autonomous Region in Muslim Mindanao (ARMM).

### Aanval op het eiland Jolo in 2001
Na vijf jaar min of meer vrede sinds de in 1996 gesloten overeenkomst met de regering, vielen gewapende aanhangers van Nur Misuari, voormalig leider van het MNLF en gouverneur van de autonome moslimregio op Mindanao, in november 2001 onverhoeds posten van leger en politie op het eiland Jolo aan. Het leger zette gevechtsvliegtuigen en -helikopters in tegen de rebellen. Daarbij vielen ongeveer 60 doden. Ook de dagen daarna bleven de gevechten aanhouden. Misuari zelf werd in Sabah in Maleisië gearresteerd. Achtergrond van dit alles was dat onder de moslimbevolking het verzet tegen Misuari was gegroeid omdat hij onvoldoende voor haar belangen zou opkomen en dat Misuari vervolgens probeerde de komende verkiezingen te frustreren door zijn aanhangers weer de wapens te laten opnemen. Begin januari 2002 stuurde Maleisië moslimleider Nur Misuari terug naar de Filipijnen.

### Aanval op Marawi in 2017
In 2017 was de provinciehoofdstad Marawi maandenlang bezet door leden van de Mautegroep, een afsplitsing van Abu Sayyaf. Ze kregen hulp van strijders van de Islamitische Staat, en er moesten Amerikaanse commando's aan te pas komen om de stad te bevrijden. Vele duizenden inwoners waren tijdens de belegering de stad ontvlucht.

## Mensen en cultuur
Op de eilandengroep Mindanao woonden bij de laatste officiële telling in 2010 rond de 22 miljoen mensen (22% van de totale bevolking). Een meerderheid van de bevolking op het eiland (70%) bestaat uit christelijke groepen zoals de Butuan. Een minderheid van de inwoners (20%) is moslim, verdeeld in diverse etnische groepen zoals de Maranao en de Tausug. De moslims wonen voornamelijk in het westelijke deel van het eiland, waar de Autonomous Region in Muslim Mindanao ligt. De overige inwoners behoren tot geloofsgenootschappen als de Iglesio ni Cristo, de Iglesia Filipina Independiente en de Zevendedagsadventisten.

## Geografie

### Bestuurlijke indeling
De eilandengroep Mindanao is verdeeld in zes regio's, die weer zijn onderverdeeld in 27 provincies. Vijf van deze provincies liggen niet op het eiland Mindanao.
| - Zamboanga Peninsula (Regio IX) - Zamboanga del Norte - Zamboanga del Sur - Zamboanga Sibugay - Northern Mindanao (Regio X) - Bukidnon - Camiguin - Lanao del Norte - Misamis Occidental - Misamis Oriental | - Davao Region (Regio XI) - Compostela Valley - Davao del Norte - Davao del Sur - Davao Oriental - SOCCSKSARGEN (Regio XII) - Cotabato - Sarangani - South Cotabato - Sultan Kudarat | - Caraga (Regio XIII) - Agusan del Norte - Agusan del Sur - Dinagat Islands - Surigao del Norte - Surigao del Sur - Autonomous Region in Muslim Mindanao (ARMM) - Lanao del Sur - Maguindanao - Sulu - Tawi-Tawi |